# 乌兰托娅
乌兰托娅（1983年8月21日—），曾用名王丽娜，中国蒙古族女歌手，有“草原百灵鸟”、“内蒙古情歌天后”之称。代表作品有《套马杆》、《我要去西藏》、《高原蓝》、《火红的萨日朗》等。

## 人物经历

### 早年经历
乌兰托娅出生于内蒙古呼伦贝尔市海拉尔区，性格开朗的她在中学时经常参加歌唱活动，上了高中后，乌兰托娅开始学习美声。1997年，乌兰托娅高中毕业，只身到北京跟随王明琦老师学习音乐，奠定了深厚的歌唱基础。1998年，乌兰托娅创作了自己的第一首歌曲《留梦》。随后的几年里，赴广东接受全方位的音乐培训，拜师著名音乐人陈小奇，从唱法到编曲得到了全方位的培训。2004年12月，乌兰托娅发行了中国首张达斡尔族音乐合辑《神奇的达斡尔》。

### 演艺经历
2005年，乌兰托娅参加了黑龙江省青年歌手电视大奖赛，独特的音质和靓丽的形象受到评委大加赞赏，乌兰托娅以少数民族爱情歌曲《炊烟升起的时候》获得大赛冠军。
2006年，参加央视青歌赛，最终获得个人单项奖，受到唱片公司青睐。随后，乌兰托娅发布个人翻唱专辑《阿尔斯楞的眼睛》，这张蒙古族风格专辑收录了12首不同风格的蒙古族歌曲。从此，乌兰托娅被冠以草原天籁之音的美誉，并正式出道。乌兰托娅于2007年底签约广州新月演艺经纪公司后，乌兰托娅随即推出了草原三部曲《爱不在就放手》、《高原蓝》、《火凤凰》。
2009年1月17日，乌兰托娅推出了首张个人专辑《我要去西藏》，并且在2009年第一季度的“最佳唱片榜”中获奖。随后的几年里，乌兰托娅又发行了《陪你一起看草原》、《草原之月》、《梦中的香格里拉》、《我在草原等你来》、《新套马杆》、《我来到西藏》、《爱情对对碰》、《天边的爱人》等多张音乐专辑。
2010年，乌兰托娅收录在专辑《我要去西藏》中的主打歌曲《套马杆》走红，在当年荣获2010年网络十大金曲之一的荣誉，并在2011年3月入围“唱响中国——群众最喜爱的新创作歌曲”征集评选活动”。因为歌曲的走红，乌兰托娅受邀参加了黑龙江卫视春晚、首届央视网络春晚等多家晚会演唱了歌曲《套马杆》，乌兰托娅凭借歌曲《套马杆》获得了较高的关注度。然而在2011年6月，乌兰托娅因与广州新月演艺经纪有限公司解约，《套马杆》等十首歌曲版权属于该公司，乌兰托娅失去了公开演唱自己代表作的权利，随后，新月拥有演出权的音乐作品改由新签约的蒙古族歌手乌兰图雅继续演唱。
2012年，乌兰托娅的新歌《火红的萨日朗》正式发行，歌曲是由《套马杆》词作者刘新圈和曲作者郭永利为其打造的又一首歌曲。歌曲发布后，受到了各大媒体的广泛关注，试听和下载量飙升，成为了多家音乐排行榜、电视、电台等主流媒体的热播歌曲，受到众多听众的喜爱和追捧，掀起了新一轮草原民族风热潮。乌兰托娅又在2015年发行了《火红的萨日朗》夏日激情版。2014年5月，乌兰托娅开启了全国巡演。
2016年4月29日，乌兰托娅在北京宣布回归老东家广州新月，再度拿回代表作《套马杆》等歌曲的演唱权。乌兰托娅在这一年又发行了《遇上你是咱俩的缘》和《高原上的一朵云》两张专辑，后又在石家庄河北会堂举办了2016全国首场演唱会。2017年，乌兰托娅在北京举行出道十周年庆典并发行第十三张专辑《爱从草原来》。
2018年2月8日，乌兰托娅在长春电视台春晚上献唱自己的代表作《套马杆》。同年6月29日，乌兰托娅的歌曲《金达莱盛开的地方》发布会暨“北京乌兰托娅音乐工作室”成立仪式在北京举行。12月19日，在北京发布2018全新专辑《故乡·敕勒歌》，这是乌兰托娅出道以来发行的第十四张专辑。次年4月11日，乌兰托娅与藏族青年女歌手巴桑拉姆合唱的新作《我爱民族风》正式上线。11月20日，又在北京发布了2019全新专辑《我爱民族风》。
2020年12月18日，参加湖南卫视全民音乐综艺互动秀《嗨唱转起来2》第十期。2021年2月，参加四川卫视春节联欢晚会。2022年4月27日，乌兰托娅新歌《龙城之巅》正式上线各大音乐平台。

## 个人生活
乌兰托娅出生于内蒙古呼伦贝尔市，成长于黑龙江省齐齐哈尔市。乌兰托娅的父亲是著名蒙古族摄影家王明杰先生，于2014年去世，曾反对女儿成为一名歌手，去世前不久观看了女儿的演唱会。后来，乌兰托娅录制歌曲《阿爸的草原》来怀念父亲。

## 主要作品
| 专辑名           | 发行时间   | 唱片公司                 | 曲目 | 备注       |
| ---------------- | ---------- | ------------------------ | ---- | ---------- |
| 阿尔斯楞的眼睛   | 2006-10-10 | 广东美美音像有限公司     |      |            |
| 爱情的傻瓜       | 2007-05-02 | 华特唱片                 |      |            |
| 爱不在就放手     | 2007-08-17 | 彩虹月音乐               |      | 首张个人EP |
| 我要去西藏       | 2009-01-17 | 星文唱片                 |      |            |
| 陪你一起看草原   | 2009-06-13 | 广东星文文化传播有限公司 |      |            |
| 草原之月         | 2009-12-08 | 广东音像                 |      |            |
| 心在云上飞       | 2010-03-11 | 红豆唱片                 |      |            |
| 梦中的香格里拉   | 2010-04-01 | 广东星文文化传播有限公司 |      |            |
| 永远的天籟       | 2011-01-21 | 白天鹅音像               |      |            |
| 幸福塑料花       | 2011-04-05 | 辽宁广播电视音像         |      |            |
| 我在草原等你来   | 2011-05-09 | 星途文化                 |      |            |
| 乌兰托娅单曲合辑 | 2011-06-06 | 广东音像                 |      |            |
| 牧马少年         | 2011-09-05 | 星途文化                 |      |            |
| 相约快乐         | 2012-01-05 | 北京魔乐环球文化         |      |            |
| 我来到西藏       | 2012-02-20 | 广东星文文化传播有限公司 |      |            |
| 来到草原         | 2012-07-03 | 火烈鸟唱片               |      |            |
| 新套马杆         | 2012-09-17 | 广东星文文化传播有限公司 |      |            |
| 爱情对对碰       | 2013-05-01 | 广东星文文化传播有限公司 |      |            |
| 天边的爱人       | 2014-12-19 | 西蒙恒源                 |      |            |

## 演唱会
2012年4月 全国巡演天津站
2014年5月 齐齐哈尔“草原天籁-父女情深”音画演唱会
2014年8月 “放歌故乡美丽草原”2014全国巡回演唱会呼伦贝尔专场
2014年9月 全国巡演新疆博尔塔拉站
2014年11月 2014年全国巡回演唱会莫力达瓦站
2016年8月 全国巡演石家庄站

## 公益活动
2010年10月15日，专程前往内蒙古棋盘井参加助学助残慈善晚会，并亲切的鼓励草原儿童，声称自己将会持续关注下去，并号召大家关注草原公益事业。
2013年12月，接受北京妇女儿童发展基金会聘请，成为2014年度百杰关爱基金“爱心大使”。
2015年4月，受邀参加公益机构WABC无障碍艺途举办的“发现中国的梵高•十大艺术家颁奖典礼”，并为无障碍艺途举办的公益活动拍摄宣传照。她呼吁大家多多关注精神障碍患者的绘画世界，用实际行动帮助自闭症儿童。
2016年11月，参加在悉尼市政厅举行的“北京的格桑梅朵”——爱心艺术家牵手藏族孤儿走进悉尼大型公益演出。
2019年11月，“乌兰托娅爱心音乐教室”在阿尔山市第二小学正式揭牌落成。这间以歌手乌兰托娅命名的爱心音乐教室将为学生们提供一些基本的音乐学习条件，启发学生们的音乐兴趣。
2020年1月，第四届“爱在美育”美育公益盛典在北京喜剧院举行，受聘担任爱心公益大使。

## 奖项

### 音乐比赛
2003年 中国黑龙江电信“城市之光”展演周中获一等奖
2004年 首届中国星全国流行音乐大赛原创组优秀奖
2004年 黑龙江省第十届“群星奖”金奖
2004年 首届中国星全国流行音乐大赛黑龙江赛区原创组金奖
2005年 黑龙江省第十届“凡奇上京国际杯”青年歌手电视大奖赛一等奖
2005年 黑龙江省首届“金钟奖”音乐大赛金奖
2005年 黑龙江省“红叶杯”音乐大赛金奖
2005年 黑龙江省第三届少数民族三等奖

### 音乐类作品奖项
2009年 “最佳唱片榜”2009第一季获奖唱片
获奖作品：《我要去西藏》
2011年 唱响中国——群众最喜爱的新创作歌曲（提名）
获奖作品：《套马杆》
2012年 “华语音乐流行榜”颁奖盛典盛典大奖
2012年 中国流行音乐十年巡礼原创十大金曲奖
获奖作品：《套马杆》

### 其他奖项
2014年 第9届 亚洲品牌盛典“亚洲品牌十大最具潜力代言人” 获奖
2016年 中国风尚盛典最佳艺人奖

## 签约公司
- 广州市天赋唱片有限公司（2006-2007）
- 广州新月演艺经纪有限公司（2007-2010，2016至今）